# Charles de Culant
Charles de Culant (* um 1410; † Juni 1460) war Großmeister von Frankreich.
Er war Seigneur de Culant, du Chalard, de Châteauneuf-sur-Cher, de Saint-Désiré, de la Crête et de Jalognes.

## Leben
Charles de Culant war der älteste Sohn von Jean de Culant, Seigneur de la Crête, und Marguerite de Sully, die um 1407 geheiratet hatten. Sein jüngerer Bruder war der Marschall von Frankreich Philippe de Culant, genannt Maréchal de Jaloignes.
Er war Soldat, Chevalier, Conseiller und Chambellan des Königs, Gouverneur von Mantes, Paris und Chartres sowie Capitaine von 100 Bewaffneten. 1437 nahm er an der Belagerung von Montereau teil.
1444 begleitete er den Dauphin auf dessen Feldzug zur Unterstützung des Herzogs von Österreich: als die Schweizer den Herzog Siegmund angriffen, der mit Radegonde de Valois, der Schwester des Dauphins verlobt war, wurde im Juli in Langres eine Armee unter dem Kommando des Maréchal de Jaloignes und dem Oberbefehl des Dauphins zusammengestellt, die nach Montbéliard aufbrach, das besetzt wurde, und ins Oberelsass zwischen Straßburg und Basel weiterzog; am 26. August 1444 wurden die Schweizer in der Schlacht bei St. Jakob an der Birs geschlagen. Am 28. Oktober 1444 wurde in Ensisheim ein Friedensvertrag geschlossen.
Zwei Jahre später zog Charles de Culant mit seinem Bruder Philippe und den Baillis von Sens und Berry nach Nevers, um Aufstände zu unterdrücken, die während der Vakanz des Bistums in den Jahren 1447 und 1448 ausgebrochen waren. Ende 1449 übertrug der König ihm das Amt des Grand Maître de son Hôtel.
Als Großmeister nahm er 1449/50 an der Rückeroberung der Normandie teil, kämpfte bei den Belagerungen von Rouen, Harfleur, Bayeux, Caen, Falaise und Domfront, sowie der Eroberung von Bergerac im Guyenne.
Im Frühjahr 1451 wurde er eines der Opfer des sich abzeichnenden Sturzes von Jacques Cœur: er wurde beschuldigt, den Sold der Bewaffneten zu seinen Gunsten veruntreut zu haben. Tatsächlich findet sich in den Büchern der Sold der Bogenschützen erwähnte, obwohl es sich um Knappen handelte – er hatte die Differenz in seine eigene Tasche gesteckt. Auch soll er einige Zeit zuvor ein Komplott gegen seinen Onkel väterlicherseits, Admiral Louis de Culant (1360–1444), geschmiedet haben. Seine Ämter wurden ihm daraufhin im Mai 1451 entzogen.

## Ehe und Familie
Um 1430 heiratete er Belle-Assez de Sully († um 1453) Dame de Cluis-Dessus, Bouesse et Magnac, Tochter von Geoffroy de Sully, Seigneur de Beaujeu, und Catherine de Vousse. Die Kinder dieser Ehe waren:
- Louis, Seigneur de Culant et de Saint-Desiré, Conseiller et Chambellan du Roi, Bailli et Gouveneur du Berry, 1460 minderjährig; ⚭ 20. Juni 1468 Michelle de Chauvigny, 1488/99 bezeugt, Tochter von Hugues de Chauvigny, Seigneur de Blot
- Jean, 1460 minderjährig, 1486 bezeugt, Seigneur de Châteauneuf, de Saint-Julien et de Beauvoir-sur-Arnon; ⚭ NN de Gaucourt, Tochter von Charles de Gaucourt, Seigneur de Gaucourt, und Agnès de vaux, genannt Colette
- Marguerite, 1491 bezeugt, Dame d’Ainay-le-Vieil; ⚭ Louis, Seigneur de Belleville, de Montagu en Poitou et de Cosnac († vor 1475)
- Georgette; ⚭ 7. Dezember 1456 Pierre de Pocquières, Seigneur de Bellearbre
- Agnès, geistlich in Cassel
- Anne, 1476 bezeugt; ⚭ François de Beaujeu, Seigneur de Liniéres et de Rezay, testiert 19. Dezember 1476
- Catherine und Jeanne, 1460 bezeugt, standen mit ihrer Schwester Dauphine nach dem Tod des Vaters unter der Vormundschaft der Seigneurs de Belleville, Vouillon und Bellearbre
- Dauphine († vor 1463), 1460 bezeugt; ⚭ nach 1460 Pierre de Villiers, Seigneur de Beauvoir

1458 heiratete er in zweiter Ehe Catherine de Castelnau, Tochter von Antoine, Seigneur de Castelnau et de Caumont, und Catherine de Chauvigny.